# Andrea Schlager

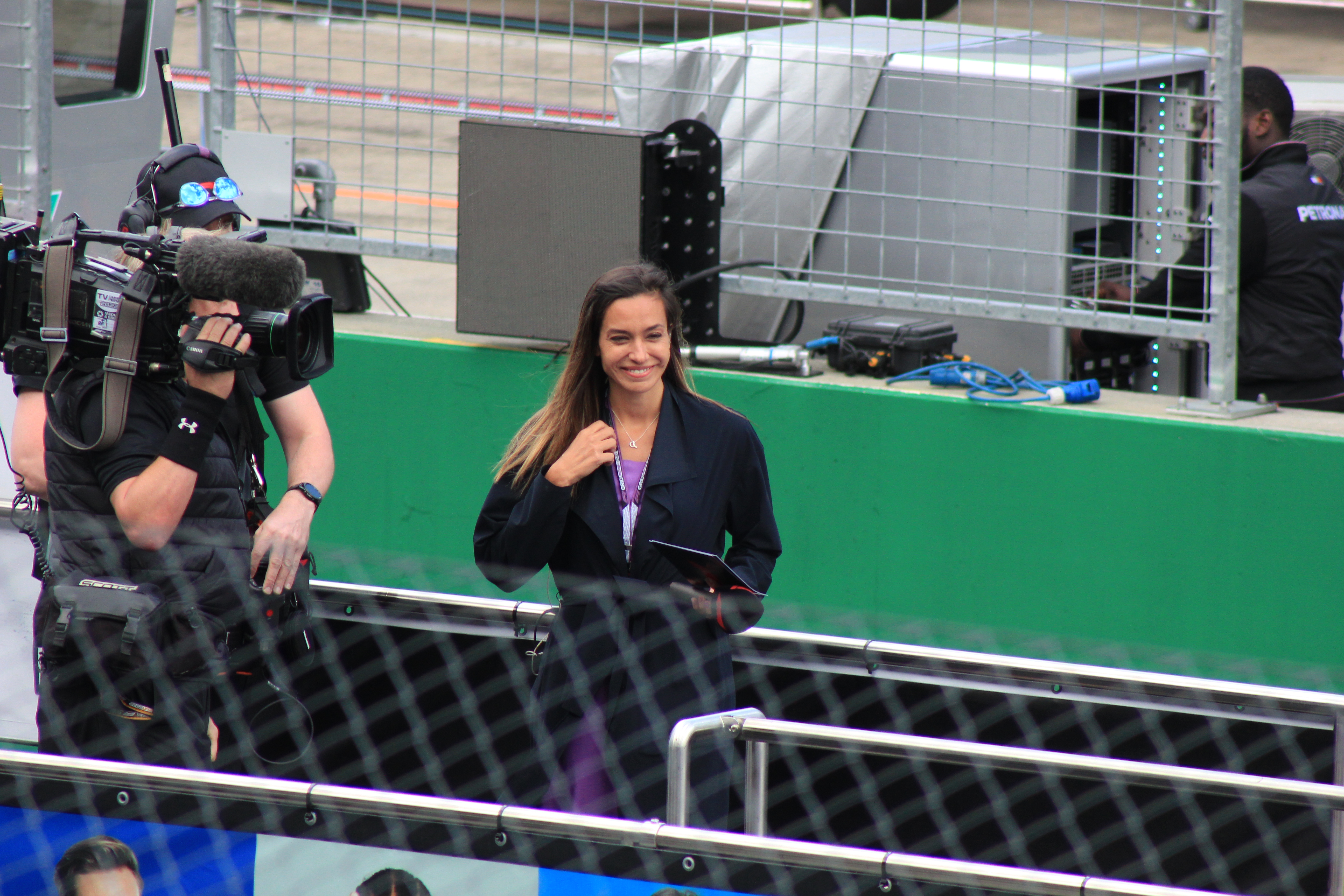
Andrea Schlager beim Großen Preis von Österreich 2022

Andrea Schlager (* 16. Juni 1982 in Knittelfeld) ist eine österreichische Fernsehmoderatorin und Journalistin. Bekannt ist sie vor allem als Berichterstatterin in den Abschnitten Formel 1, Tennis und Eishockey bei ServusTV.

## Leben

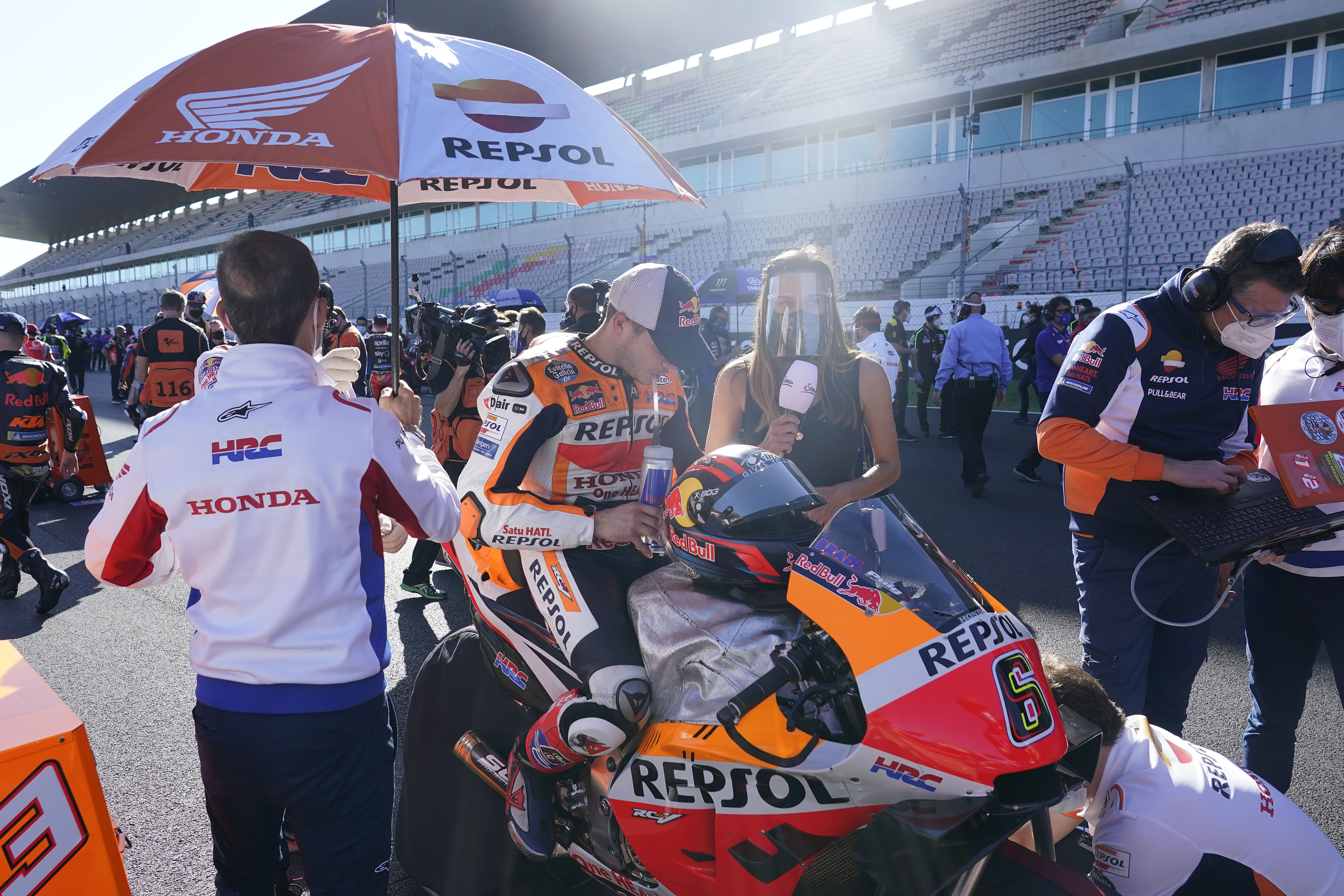
Andrea Schlager beim Interview mit Stefan Bradl beim Großen Preis von Portugal 2020

Schlager wuchs in Knittelfeld auf. Schon in ihrer Mittelschulzeit arbeitete sie bei mehreren Formel-1-Rennen, unter anderem am nahen Red Bull Ring, etwa im Büro von Bernie Ecclestone in der FOM. Nach der Matura studierte sie zuerst in Graz Englisch und Marketing und absolvierte dann in Salzburg erfolgreich den Lehrgang für Sportjournalismus.
Schlager arbeitete ein halbes Jahr in der Sportredaktion. Im Anschluss daran folgten Tätigkeiten für verschiedene Produktionsfirmen vor und hinter der Kamera. So moderierte sie im Wiener Stadtsender W24 Talkshows wie die Sendung Wien live.
2013 wurde die Obersteirerin vom österreichischen Privat-Fernsehsender ServusTV engagiert. Nach einem Casting wurde sie eine der Hauptmoderatorinnen der Sendung Servus am Morgen. Dort war sie zudem auch als Live-Reporterin bei Großveranstaltungen wie den Olympischen Winterspielen 2014 in Sotschi und der Fußball-Weltmeisterschaft 2014 in Brasilien vor Ort im Einsatz. Während der Fußball-WM berichtete sie fünf Wochen lang täglich mit Reportagen aus einem etwas anderen Blickwinkel – als Moderatorin und Redakteurin zugleich. Für die Qualität dieser Kurz-Dokumentationen wurde sie auch für den Österreichischen Sportjournalistenpreis nominiert.
Obwohl Andrea Schlager noch bis 2017 im Team der Morgen-Show blieb, wechselte sie zunehmend in Richtung Sport. So moderierte sie von Herbst 2015 bis Frühjahr 2020 die Sendung Servus Hockey Night live vom wichtigsten Spiel der Runde. Und seit Servus TV 2016 die Übertragungsrechte für die Motorrad-Weltmeisterschaft erworben hat, ist sie als Moderatorin der Sendungen weltweit live an den Rennstrecken, um Piloten und Teamchefs vom Start-Grid bis zur Siegerehrung zu interviewen. Als Experte steht ihr dabei Österreichs Motorrad-Legende Gustl Auinger sowie seit Oktober 2020  sporadisch Stefan Nebel zur Seite.
Für ihre Leistungen wurde sie 2019 in einer Wahl des Branchenmagazins Extradienst zum „österreichischen Sportjournalisten des Jahres“ gekürt.
Zudem moderiert Schlager seit 2019 auch die Tennis-Übertragungen bei Servus TV – etwa bei den Australian Open in Melbourne oder den US Open.

## Persönliches
Schlager lebt in Salzburg, davor war für einige Jahre Portugal ihre Wahlheimat. Im Frühjahr 2022 wurde bekannt, dass sie mit Fernando Alonso liiert ist. Die Beziehung wurde ein Jahr später von beiden Seiten für beendet erklärt.

## Auszeichnungen
- 2014: Nominiert für den Österreichischen Sportjournalistenpreis von Sports Media Austria
- 2019: Sportjournalist des Jahres – Wahl der Fachzeitschrift Extradienst